# Krystyna Ścibor-Bogusławska
Krystyna Ścibor-Bogusławska herbu Ostoja 1v. Łubieńska 2v. Byszewska (zm. 1783) – starościna wągłczewska.
Córka Anny z Jankowskich i Franciszka Ścibor-Bogusławskiego, rotmistrza wojsk konfederacji barskiej, chorążego Kawalerii Narodowej. Wnuczka po mieczu Katarzyny z Gorzyńskich i Andrzeja Ścibor-Bogusławskiego, instygatora Trybunału Koronnego, regenta grodzkiego, komornika granicznego (wicepodkomorzego) łęczyckiego i sieradzkiego. Miała dwie siostry - Juliannę (ż. Józefa Kurcewskiego, komornika granicznego wieluńskiego) i Teklę Elżbietę (ż. Michała Mokrskiego, szambelana JKM) oraz braci - Maksymiliana i Ludwika Bartłomieja. 
Krystyna Bogusławska była żoną Antoniego Łubieńskiego, starosty wągłczewskiego, syna Wiktorii Sariusz-Kałowskiej i Aleksandra Łubieńskiego, starosty wągłczewskiego. Po śmierci męża została w dniu 1 listopada 1773 r. obdarowana przez króla Stanisława Augusta Poniatowskiego dożywotnio starostwem wągłczewskim. Wyszła powtórnie za mąż za Józefa Byszewskiego, pułkownika wojsk koronnych, z którym miała dwoje dzieci - Antoninę i Franciszka. Zmarła w 1783 r.